# 官坡镇
官坡镇，是中华人民共和国河南省三門峽市卢氏县下辖的一个乡镇级行政单位。

## 行政区划
官坡镇下辖以下地区：
官坡村、兰草村、火神村、碾道村、兰东村、育林村、竹园村、蔡家村、白花村、火炎村、沙沟村、庙台村、沟口村、丰庄村、大块村、安坪村和兰西村。